# Elliptoblatta madecassa
Elliptoblatta madecassa är en kackerlacksart som först beskrevs av Henri Saussure 1869.  Elliptoblatta madecassa ingår i släktet Elliptoblatta och familjen jättekackerlackor.
Artens utbredningsområde är Madagaskar. Inga underarter finns listade i Catalogue of Life.